# J.P. Donleavy

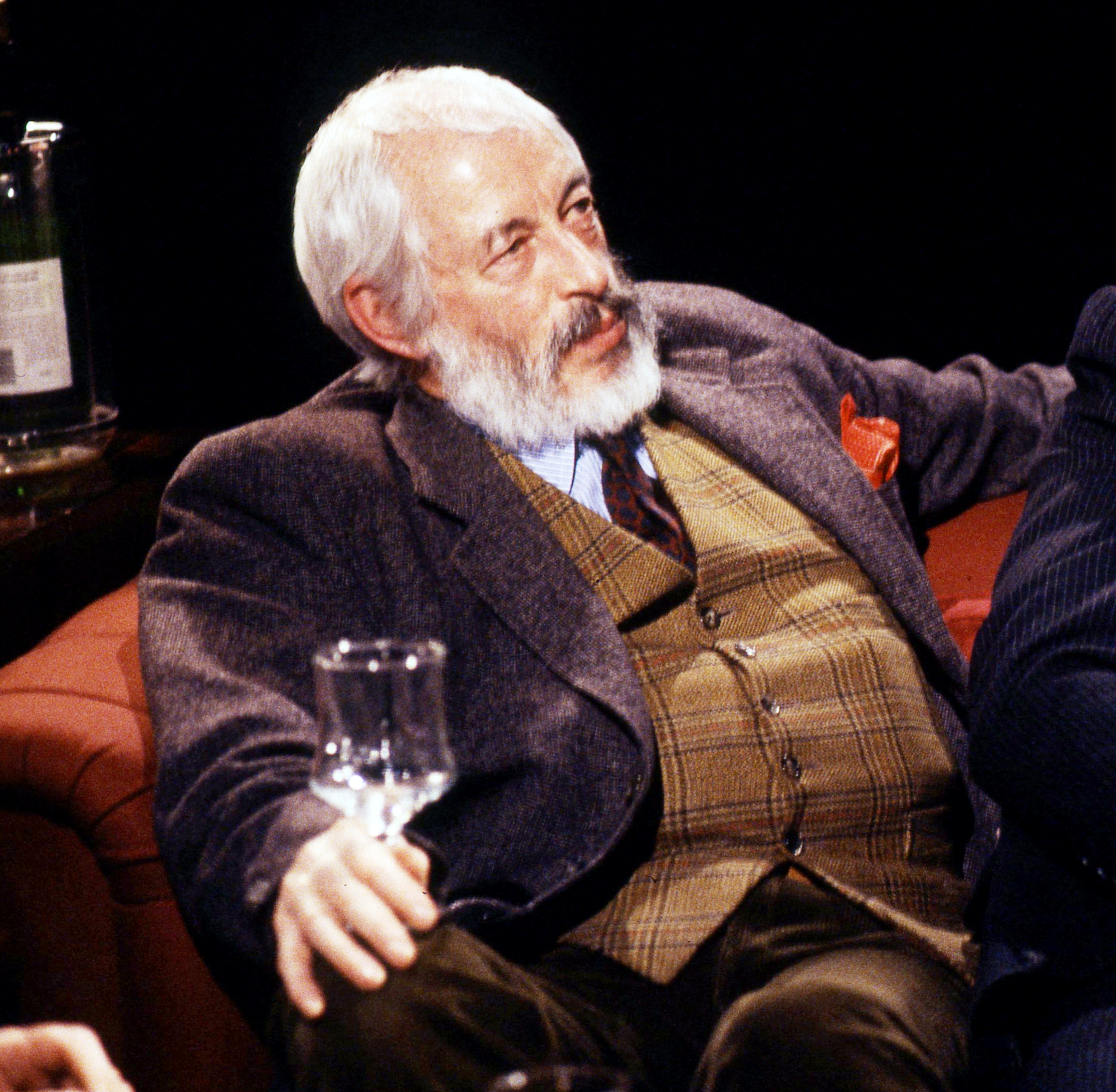
J. P. Donleavy (tv-programma After Dark 16 maart 1991)

James Patrick Donleavy (New York, 23 april 1926 – Mullingar, 11 september 2017) was een Iers-Amerikaans schrijver.

## Leven en werk
Donleavy werd geboren uit Ierse emigranten. Tijdens de Tweede Wereldoorlog diende hij in de Amerikaanse marine, na de oorlog verhuisde hij naar Ierland. Hij studeerde enige tijd in Dublin. Donleavy trouwde (en scheidde) tweemaal, had twee kinderen, was inmiddels Iers staatsburger en woonde in de buurt van Lough Owel.
Donleavy’s debuut, The Ginger Man (1955), in 1999 gekozen in de Modern Library’s lijst van 100 beste Engelstalige romans uit de 20e eeuw, werd direct een ‘schandaalsucces’, mede door de openhartige behandeling van seksualiteit. Het boek bevatte meteen de thematiek van vrijwel al zijn latere werk. De essentiële verhouding van Donleavy’s romanfiguren en de hen omringende wereld is er een van vervreemding en existentiële eenzaamheid. Zijn boeken kenmerken zich door vaak abrupte overgangen, invoeging van korte weemoedige gedichtjes en een vaak surrealistische inslag. Niettegenstaande de pessimistische problematiek zit er ook humor in zijn boeken.
Donleavy schreef ook korte verhalen, toneel en een humoristische inleiding tot goed maatschappelijk gedrag (The Unexpurgated Code, 1975).